# Grant Show
Grant Alan Show, född 27 februari 1962 i Detroit, Michigan, är en amerikansk skådespelare, känd som Jake Hanson i TV-serien Melrose Place. Sedan 2017 framställer han Blake Carrington i Dynasty.
I mars 2017 rollbesattes Show i serien Dynasty som Blake Carrington.
År 2012 gifte sig Show med Katherine LaNasa. Paret har en dotter tillsammans.

## Filmografi (urval)

### Film
| År   | Titel              | Roll          | Anmärkningar |
| ---- | ------------------ | ------------- | ------------ |
| 2007 | The Girl Next Door | Mr. Moran     |              |
| 2011 | Born to Race       | Jimmy Kendall |              |
| 2012 | The Possession     | Brett         |              |

### TV
| År        | Titel                          | Roll                  | Anmärkningar                                           |
| --------- | ------------------------------ | --------------------- | ------------------------------------------------------ |
| 1984−1987 | Ryan's Hope                    | Rick Hyde             | 5 avsnitt                                              |
| 1986      | Kärlek ombord                  | Christopher Stuart    | 2 avsnitt                                              |
| 1989−1990 | True Blue                      | Kadett Casey Pierce   | 12 avsnitt                                             |
| 1992      | Beverly Hills, 90210           | Jake Hanson           | 2 avsnitt                                              |
| 1992–1997 | Melrose Place                  | Jake Hanson           | 158 avsnitt                                            |
| 1998      | Ice                            | Robert Drake          | TV-film                                                |
| 2001      | UC: Undercover                 | John Keller           | 2 avsnitt                                              |
| 2002      | Six Feet Under                 | Scott Axelrod         | 3 avsnitt                                              |
| 2003      | Encrypt                        | Garth                 | TV-film                                                |
| 2003      | Sex and the Single Mom         | Alex Lofton           | TV-film                                                |
| 2004      | Strong Medicine                | Ben Sanderson         | 5 avsnitt                                              |
| 2005−2006 | Point Pleasant                 | Lucas Boyd            | 13 avsnitt                                             |
| 2005−2006 | Beautiful People               | Daniel Kerr           | 4 avsnitt                                              |
| 2007      | Dirt                           | Jack Dawson           | 4 avsnitt                                              |
| 2008      | Swingtown                      | Tom Decker            | 13 avsnitt                                             |
| 2008−2011 | Private Practice               | Dr. Archer Montgomery | 7 avsnitt                                              |
| 2009      | Natalee Holloway               | George "Jug" Twitty   | TV-film                                                |
| 2009−2010 | Accidentally on Purpose        | James                 | 16 avsnitt                                             |
| 2011      | Big Love                       | Goji Guru             | 5 avsnitt                                              |
| 2011      | Burn Notice                    | Max                   | 3 avsnitt                                              |
| 2011−2012 | CSI: Crime Scene Investigation | Agent Viggo McQuaid   | 2 avsnitt                                              |
| 2013−2016 | Devious Maids                  | Spence Westmore       | 44 avsnitt                                             |
| 2015      | Satisfaction                   | Arthur Waverly        | Återkommande roll; 7 avsnitt (säsong 2)                |
| 2016      | The Family                     | Guvernör Charlie Lang | 10 avsnitt                                             |
| 2017–nu   | Dynasty                        | Blake Carrington      | Huvudroll; regissör, avsnitt: "The British Are Coming" |